# Lalacelle
Lalacelle est une commune française, située dans le département de l'Orne en région Normandie, peuplée de 266 habitants.
La source de la Mayenne se trouve sur la commune

## Géographie
La Mayenne prend sa source sur le territoire, au bas du mont des Avaloirs, à une altitude de 344 m.
| Saint-Samson (Mayenne) | Ciral                  | Gandelain |
| Pré-en-Pail (Mayenne)  | Lalacelle              | Gandelain |
| Pré-en-Pail (Mayenne)  | Champfrémont (Mayenne) | Gandelain |

### Hydrographie
La commune est située dans le bassin Loire-Bretagne. Elle est drainée par la Mayenne, le Chandon, la Chênelaire et le ruisseau de la Chênelaire,.
La Mayenne, d'une longueur de 203 km, prend sa source dans la commune , dans le département de l'Orne dont elle longe la limite sud-ouest, puis traverse la Mayenne et se jette  dans la Maine à Angers (Maine-et-Loire), après avoir traversé 58 communes. 

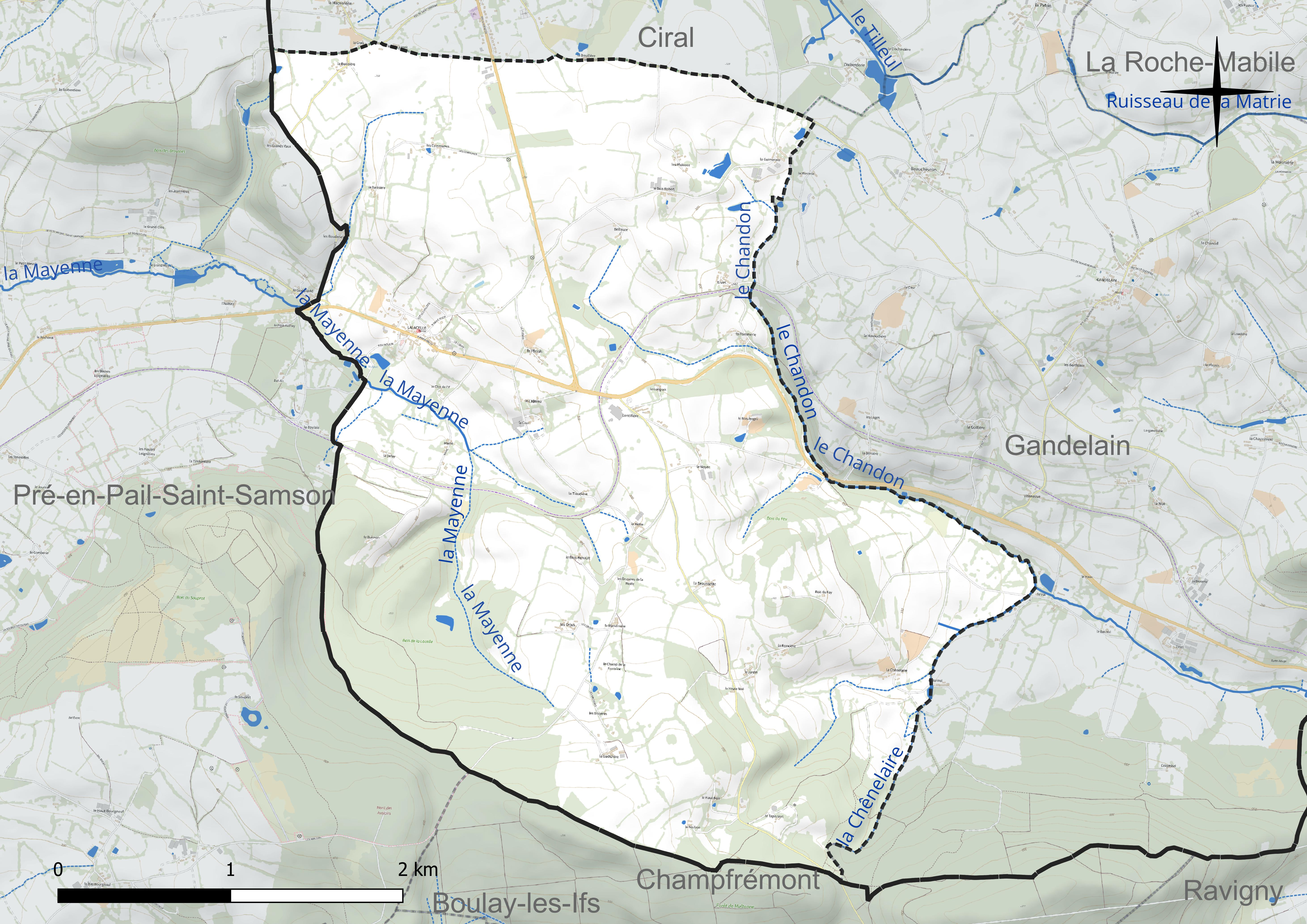
Réseau hydrographique de Lalacelle.

### Climat
Pour des articles plus généraux, voir Climat de la Normandie et Climat de l'Orne.
En 2010, le climat de la commune est de type climat océanique altéré, selon une étude du CNRS s'appuyant sur une série de données couvrant la période 1971-2000. En 2020, Météo-France publie une typologie des climats de la France métropolitaine dans laquelle la commune est dans une zone de transition entre le climat océanique et le climat océanique altéré et est dans la région climatique Normandie (Cotentin, Orne), caractérisée par une pluviométrie relativement élevée (850 mm/a) et un été frais (15,5 °C) et venté. Parallèlement le GIEC normand, un groupe régional d’experts sur le climat, différencie quant à lui, dans une étude de 2020, trois grands types de climats pour la région Normandie, nuancés à une échelle plus fine par les facteurs géographiques locaux. La commune est, selon ce zonage, exposée à un « climat contrasté des collines », correspondant au Bocage normand, bien arrosé, voire très arrosé sur les reliefs les plus exposés au flux d’ouest, et frais en raison de l’altitude.
Pour la période 1971-2000, la température annuelle moyenne est de 10,2 °C, avec une amplitude thermique annuelle de 14,1 °C. Le cumul annuel moyen de précipitations est de 879 mm, avec 13,4 jours de précipitations en janvier et 7,9 jours en juillet. Pour la période 1991-2020, la température moyenne annuelle observée sur la station météorologique la plus proche, située sur la commune d'Alençon à 18 km à vol d'oiseau, est de 11,3 °C et le cumul annuel moyen de précipitations est de 743,7 mm,. Pour l'avenir, les paramètres climatiques de la commune estimés pour 2050 selon différents scénarios d’émission de gaz à effet de serre sont consultables sur un site dédié publié par Météo-France en novembre 2022.

## Urbanisme

### Typologie
Au 1er janvier 2024, Lalacelle est catégorisée commune rurale à habitat très dispersé, selon la nouvelle grille communale de densité à sept niveaux définie par l'Insee en 2022.
Elle est située hors unité urbaine. Par ailleurs la commune fait partie de l'aire d'attraction d'Alençon, dont elle est une commune de la couronne,. Cette aire, qui regroupe 89 communes, est catégorisée dans les aires de 50 000 à moins de 200 000 habitants,.

### Occupation des sols
L'occupation des sols de la commune, telle qu'elle ressort de la base de données européenne d’occupation biophysique des sols Corine Land Cover (CLC), est marquée par l'importance des territoires agricoles (84,1 % en 2018), en augmentation par rapport à 1990 (82,5 %). La répartition détaillée en 2018 est la suivante : 
prairies (43,8 %), zones agricoles hétérogènes (26,2 %), forêts (15,7 %), terres arables (14,1 %), zones urbanisées (0,2 %). L'évolution de l’occupation des sols de la commune et de ses infrastructures peut être observée sur les différentes représentations cartographiques du territoire : la carte de Cassini (XVIIIe siècle), la carte d'état-major (1820-1866) et les cartes ou photos aériennes de l'IGN pour la période actuelle (1950 à aujourd'hui).

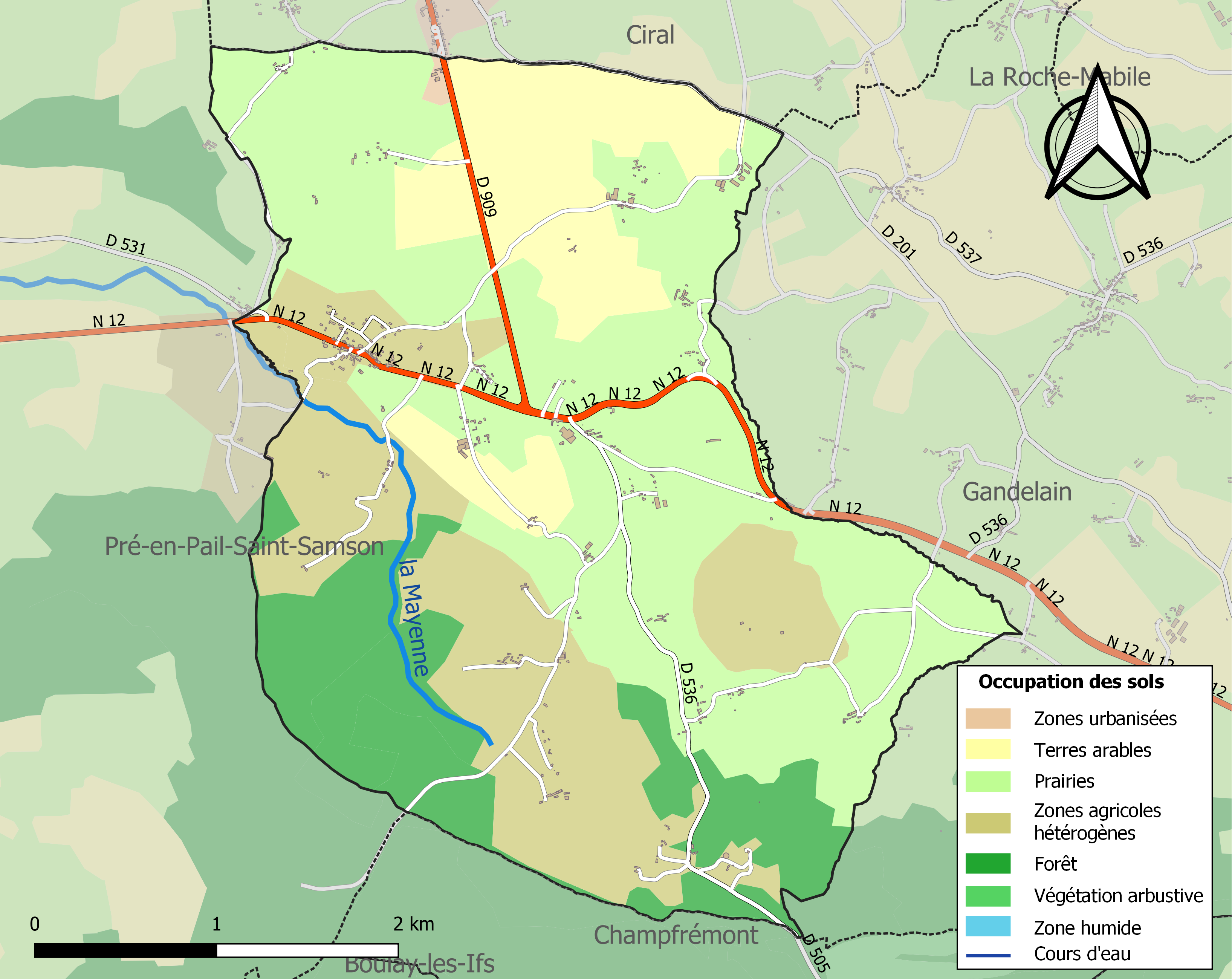
Carte des infrastructures et de l'occupation des sols de la commune en 2018 (CLC).

## Toponymie
Le nom de la localité est attesté sous les formes Cella au IXe siècle, villa de Lacella en 1200[réf. nécessaire].
Le toponyme est issu du latin cella, « sanctuaire », « petit monastère », « ermitage ». Le redoublement de l'article est dû à une erreur de copiste, à une époque où le sens du toponyme n'était plus compris.
Le gentilé est Lacellois.

## Histoire
Lieu d'implantation d'une villa romaine au bord de la voie de Carhaix à Clermont, située au nord-est du bourg actuel[réf. nécessaire].

## Politique et administration
| Période                                  | Période   | Identité        | Étiquette | Qualité              |
| ---------------------------------------- | --------- | --------------- | --------- | -------------------- |
| 1989                                     | mars 2008 | André Brilland  | SE        | -                    |
| mars 2008                                | En cours  | Viviane Fouquet | SE        | Secrétaire comptable |
| Les données manquantes sont à compléter. |           |                 |           |                      |

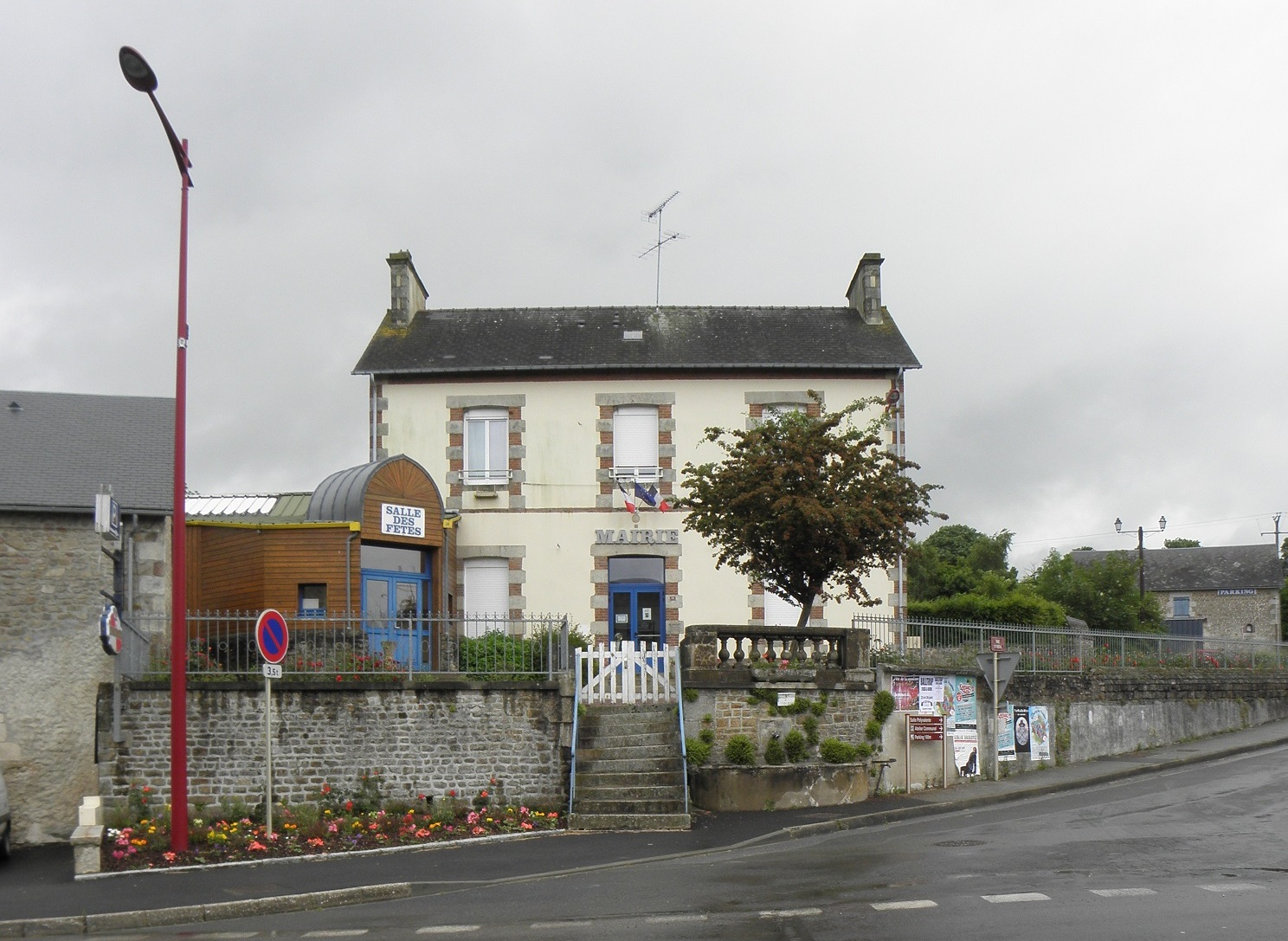
La mairie.

Le conseil municipal est composé de onze membres dont le maire et trois adjoints.
L'école de Lalacelle a été regroupée hors de la commune avec les villages avoisinants de Ciral, Gandelain, Longuenoë.

## Démographie
L'évolution du nombre d'habitants est connue à travers les recensements de la population effectués dans la commune depuis 1793. Pour les communes de moins de 10 000 habitants, une enquête de recensement portant sur toute la population est réalisée tous les cinq ans, les populations de référence des années intermédiaires étant quant à elles estimées par interpolation ou extrapolation. Pour la commune, le premier recensement exhaustif entrant dans le cadre du nouveau dispositif a été réalisé en 2005.
En 2022, la commune comptait 266 habitants, en évolution de −6,34 % par rapport à 2016 (Orne : −3,21 %, France hors Mayotte : +2,11 %).
Lalacelle a compté jusqu'à 797 habitants en 1851.
| 1793 | 1800 | 1806 | 1821 | 1836 | 1841 | 1846 | 1851 | 1856 |
| ---- | ---- | ---- | ---- | ---- | ---- | ---- | ---- | ---- |
| 659  | 622  | 685  | 684  | 663  | 682  | 730  | 797  | 788  |

| 1861 | 1866 | 1872 | 1876 | 1881 | 1886 | 1891 | 1896 | 1901 |
| ---- | ---- | ---- | ---- | ---- | ---- | ---- | ---- | ---- |
| 762  | 709  | 628  | 594  | 551  | 558  | 575  | 541  | 516  |

| 1906 | 1911 | 1921 | 1926 | 1931 | 1936 | 1946 | 1954 | 1962 |
| ---- | ---- | ---- | ---- | ---- | ---- | ---- | ---- | ---- |
| 483  | 479  | 414  | 406  | 389  | 388  | 341  | 332  | 317  |

| 1968 | 1975 | 1982 | 1990 | 1999 | 2005 | 2006 | 2010 | 2015 |
| ---- | ---- | ---- | ---- | ---- | ---- | ---- | ---- | ---- |
| 337  | 350  | 282  | 251  | 268  | 264  | 265  | 281  | 283  |

| 2020 | 2022 | - | - | - | - | - | - | - |
| ---- | ---- | - | - | - | - | - | - | - |
| 270  | 266  | - | - | - | - | - | - | - |

## Économie
Historiquement centrée sur la terre, l'économie de Lalacelle a fortement évolué dans les dernières décennies. Le village compte aujourd'hui un centre de vacances (Le Tapis Vert), une école de cirque, une entreprise de clôtures, une cidrerie, un café et un hôtel-restaurant.

## Lieux et monuments
- L'église Saint-Martin du XIXe siècle.

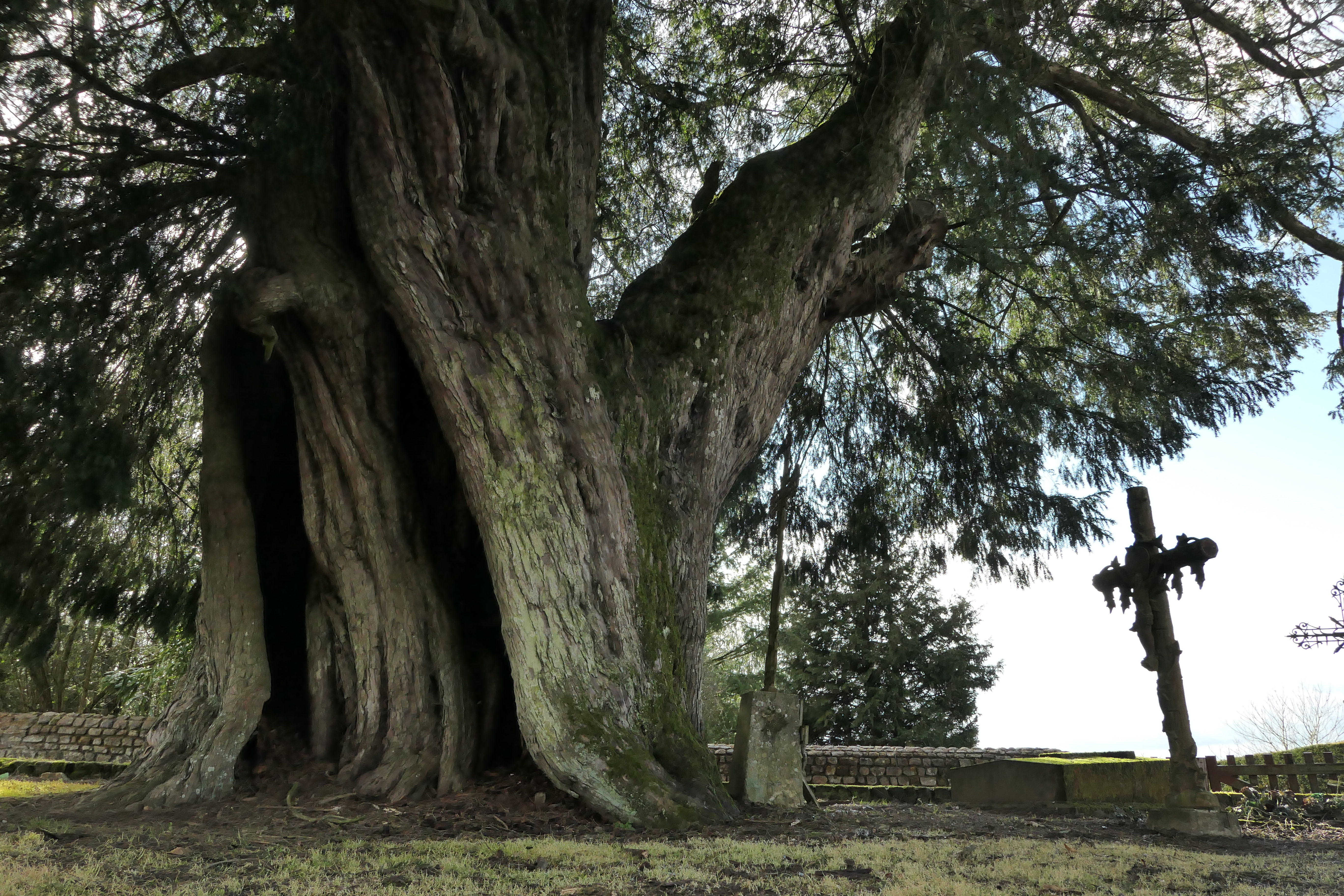
L'if commun du cimetière.

- Le cimetière est doté d'un emblématique if figurant sur le logo de la commune, qui pourrait être millénaire[28].
- Château du XIXe siècle, laissé à l'abandon durant 20 ans, racheté par une famille anglaise en 2021[29] et restauré par cette famille[30],[31].

## Activité et manifestations
Vide-grenier annuel (mai), fête communale (en été), Club du Bon Accueil (pour les anciens) qui organise un thé dansant annuellement, diverses manifestations organisées par le comité des fêtes.